# میکرونومایسین
میکرونومایسین (انگلیسی: Micronomicin) یک آنتی بیوتیک آمینوگلیکوزید برای استفاده در چشم است.